# Stade Charrúa
Le stade Charrúa (espagnol : Estadio Charrúa) est un stade de rugby à XV de 14 000 places situé à Montevideo, en Uruguay.

## Histoire
Le stade est inauguré en 1984, se voulant une alternative au Stade Centenario. Mais ni le Club Atlético Peñarol ni le Club Nacional de Football n'y ont emménagé. La sélection uruguayenne de football y a alors établit ses quartiers jusqu'en 2002, date de la création d'un centre dédié. Malgré une rénovation en 2006, grâce à un financement de la FIFA de 800 000 USD, le stade ne trouve pas son public et tombe en désuétude. Il est finalement repris en 2012 par la fédération uruguayenne de rugby à XV, qui trouve un accord avec la fédération uruguayenne de football afin de partager le stade entre l'équipe d'Uruguay de rugby à XV et l'équipe d'Uruguay féminine de football. Entre 2012 et 2017, 150 000 USD sont investis pour moderniser le stade. Le stade a été revu en profondeur : locaux administratifs, salle de sport, terrain annexe, salle médicale, box VIP, éclairage, nouvelle pelouse en gazon synthétique, vestiaires, ont ainsi été révus.  
Le stade est donc utilisé pour les matchs à domicile de l'équipe d'Uruguay de rugby à XV, ainsi que par Peñarol Rugby. 
Il a accueilli plusieurs éditions de la Coupe des nations de rugby à XV, le Trophée mondial de rugby à XV des moins de 20 ans 2017, la Coupe du monde féminine de football des moins de 17 ans 2018, le World Rugby Americas Pacific Challenge.